# 埃利马尔一世
埃利马尔一世（Egilmar I，约1060 年－1112年）是第一任欧登堡伯爵，也是欧登堡王朝的创始人。 在位时间约为1091年至1108年。 